# درخت پنجه ساحل طلا
درخت پنجهٔ ساحلِ طلا (نام علمی: Bombax buonopozense) نام یک گونه از سرده پنجه‌درخت‌ها است.